# متعب الخيبري
متعب عيسى الخيبري لاعب كرة قدم سعودي ، يلعب في نادي الحجاز .
مثل سابقاً نادي الوطني ونادي الشباب لفئة الشباب و نادي الوعد ونادي القلعة ونادي القريات ونادي الحجاز.